# Pissy
Pissy é uma comuna francesa na região administrativa de Altos da França, no departamento de Somme. Estende-se por uma área de 6,63 km². Em 2010 a comuna tinha 289 habitantes (densidade: 43,6 hab./km²).